# Alla Șeiko
Alla Șeiko (în ucraineană Алла Шейко; n. 13 martie 1985, în Herson) este o handbalistă ucraineană ce evoluează la echipa CSM Galați pe postul de coordonator de joc. Ea a fost în trecut componentă a echipei națională a Ucrainei, precum și a echipei de handbal pe plajă a Ucrainei.